# Promachus venustus
Promachus venustus là một loài ruồi trong họ Asilidae. Promachus venustus được Carrera & Andretta miêu tả năm 1950. Loài này phân bố ở vùng Tân nhiệt đới.